# Borová, Náchod
Borová là một làng thuộc huyện Náchod, vùng Královéhradecký, Cộng hòa Séc.